# Arthroceras sinense
Arthroceras sinense är en tvåvingeart som först beskrevs av Ouchi 1943.  Arthroceras sinense ingår i släktet Arthroceras och familjen snäppflugor. Inga underarter finns listade i Catalogue of Life.